# 新潟県立柏崎総合高等学校
新潟県立柏崎総合高等学校（にいがたけんりつ かしわざきそうごうこうとうがっこう、英称：Niigata Prefectural kashiwazaki General High School）とは、新潟県柏崎市に所在する県立総合高等学校である。

## 概要
1911年4月25日に刈羽郡立農業學校として開校する。（旧制）新潟縣立柏崎農學校を経て学制改革により1948年4月から新潟県立柏崎農業高等学校となる。
2002年4月、柏崎農業高校の全学科・柏崎商業高校の全学科・柏崎常盤高校（被服科）の募集を停止して柏崎農業高校の新設学科（総合学科）に統合するにあたり、柏崎農業高校は現在の新潟県立柏崎総合高等学校に改称した。
柏崎商業高校は2001年4月に入学した生徒が卒業する2004年3月まで存続し、校舎は新潟県立柏崎翔洋中等教育学校に転用。柏崎常盤高校についても普通科のみの高校として以後も存続している。
越後国の戦国大名上杉謙信に軍師として仕えた宇佐美定満の居城琵琶島城の跡地に建設された。現在は敷地内に石碑と説明板があるのみだが、昭和初期までは土塁などの遺構が存在していた。

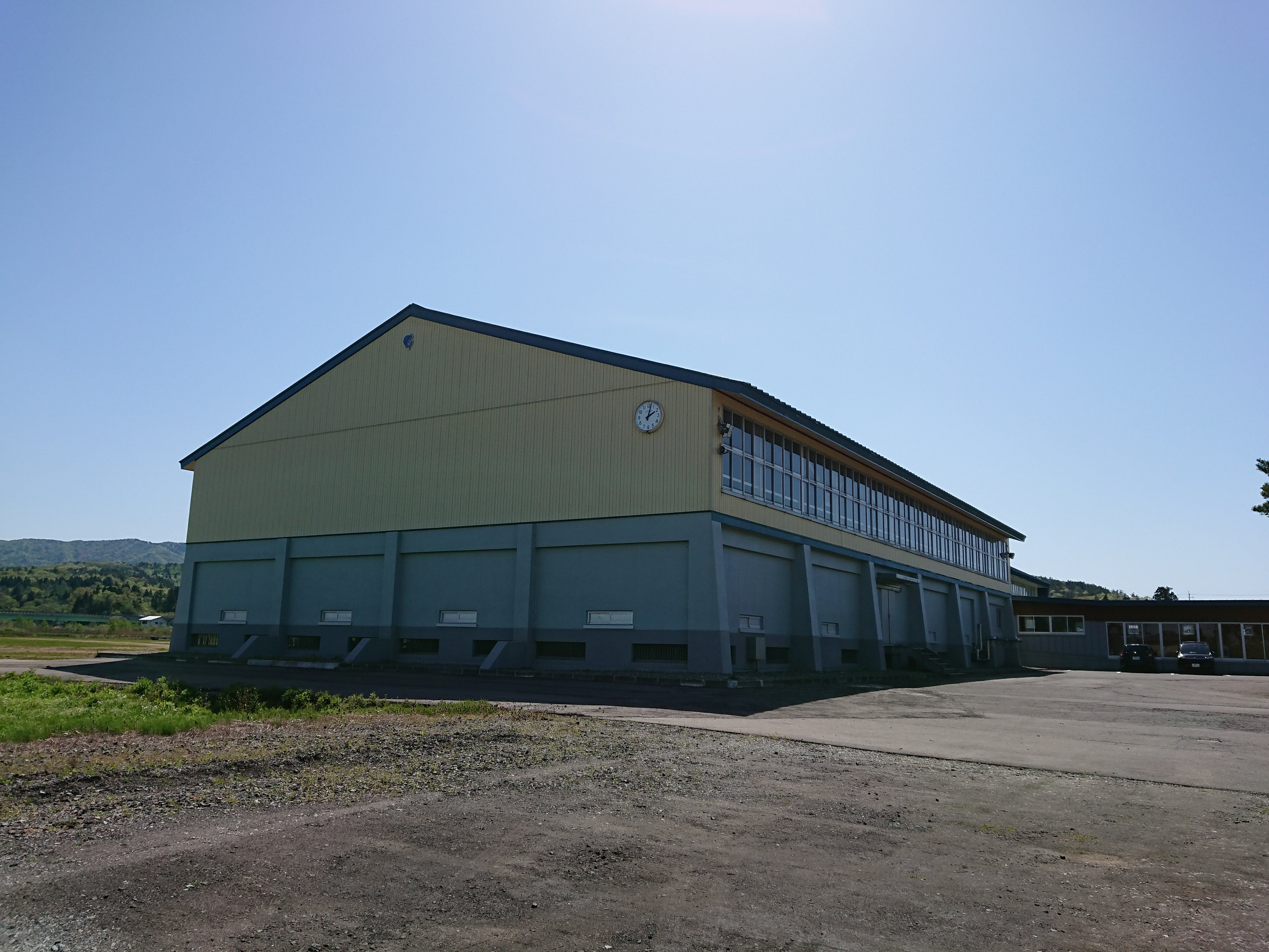
体育館

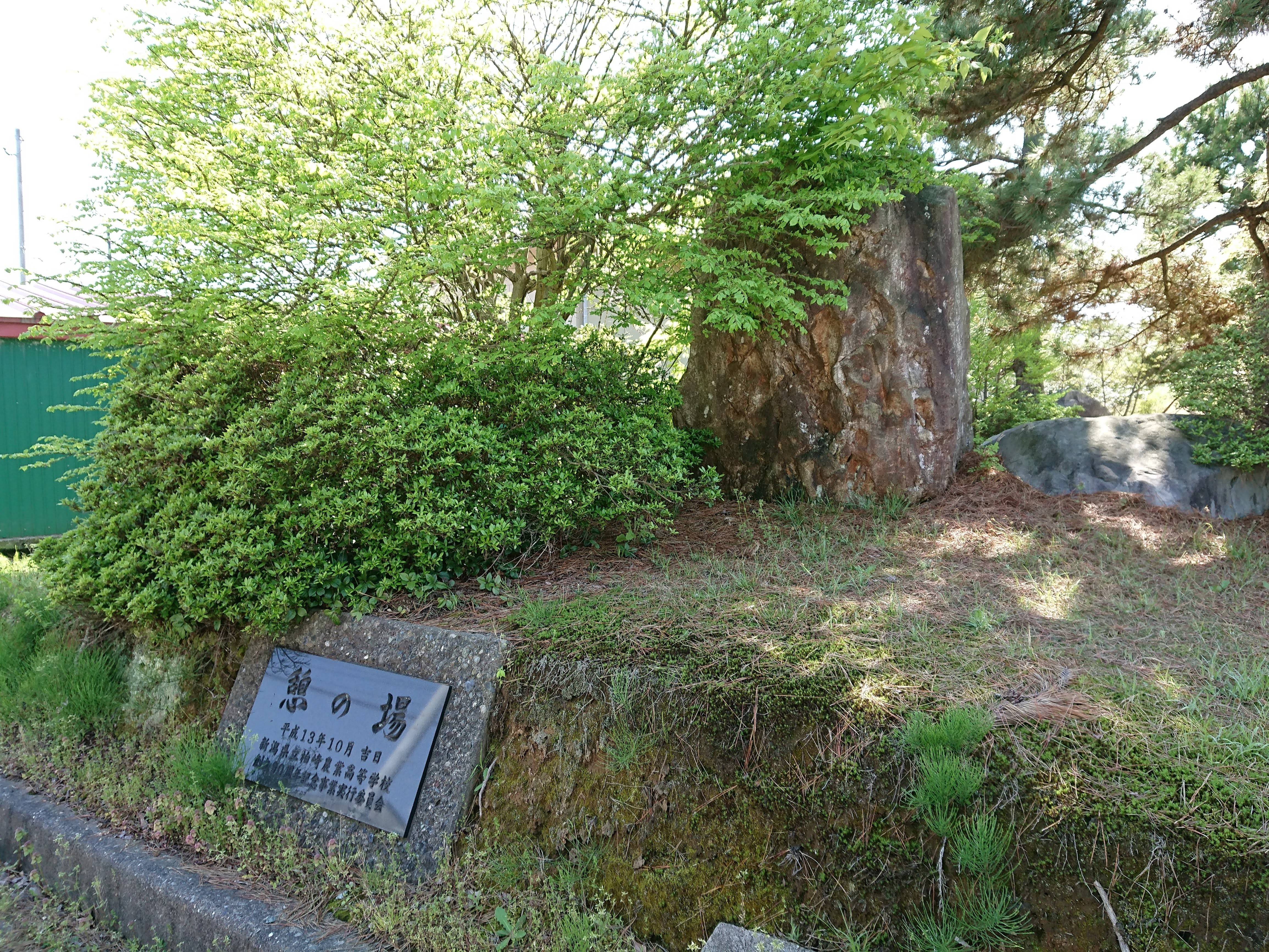
柏崎農業高校時代に設置された石碑

## 設置課程
- 全日制課程
  - 総合学科（5学級）
    - 人文科学コース（文系）
    - 自然科学コース（理数系）
    - アグリフードコース（農業系）
    - 環境工学コース（工業系）
    - ビジネス会計コース（商業系）
    - 情報技術コース（産業系）
    - 生活福祉コース（福祉系）

## 課外活動
- 2003年度 - 吹奏楽部が、第3回東日本学校吹奏楽大会フェスティバル部門に出場、バンドジャーナル賞受賞。[2]
- 2004年度 - 吹奏楽部が、第4回東日本吹奏楽大会に出場[3]、銅賞受賞。[4]
- 2005年度 - 日本学校農業クラブ連盟の全国大会に、意見発表、農業鑑定、クラブ員代表者会議に出場、参加。意見発表の「文化・生活」部門に出場した生徒が最優秀を受賞した。[5]
- 2006年度 - 吹奏楽部が、第12回西関東吹奏楽コンクール　高校Ｂの部に出場、銀賞受賞。[6]
- 2015年度 - 吹奏楽部が、第21回西関東吹奏楽コンクール　高校Ｂの部に出場[7]、銅賞受賞。[8]

## 著名な出身者

### 柏崎農學校
- 飯塚正（元柏崎市長、新潟産業大学理事長）

### 柏崎農業高校
- 石黒芳和（篤農家、矢田営農組合代表理事、原酒造和醸蔵杜氏、柏崎市農業委員）
- 東山英機（現：新潟県議会議員 - 柏崎市刈羽郡選挙区）

## 交通・アクセス方法
- JR東日本（信越本線・越後線）柏崎駅（南口）より南へ約1.6km[9]（徒歩：約20分[9]）